# Cajibío
Cajibío es un municipio colombiano en el departamento del Cauca a una distancia de 29 km al norte de Popayán, con una población aproximada de 38 149 habitantes. Perteneciente al área metropolitana de Popayán.

## Toponimia
Cajibío, en lengua nativa significaba “caja de viento”. 

## Geografía
El municipio de Cajibío se ubica sobre el Valle de Pubenza o Valle del Alto Cauca a una altitud de 1760 m sobre el nivel del mar, está bañado por los ríos Cajibío, Pedregosa y el Cauca.

## División Político-Administrativa
Además de su Cabecera municipal. Cajibío tiene bajo su jurisdicción los siguientes Centros poblados:
- El Cairo
- El Carmelo
- El Cofre
- El Rosario
- Guayabal (Resguardo Indígena)
- Isla del Pontón
- La Capilla
- La Laguna Dinde
- La Pedregosa
- La Venta
- Ortega
- Santa Teresa de Casas Bajas

## Historia
Fundado en 1560 por los capitanes de Sebastián de Belalcázar, Carlos Velasco y Álvaro Paz.
La región fue el asiento de los indígenas cajibíos quienes reconocían la autoridad del Cacique Pubén o Pubenza y del cacique Paniquitá.
En 1911 la población se segregó administrativamente del distrito de Tunía.
Su economía se basa en la agricultura, siendo sus principales productos el café, la caña de azúcar y flores para la exportación.
Cajibío es considerado como el Rincón Musical de Colombia; allí nació el compositor Efraín Orozco, autor de importantes obras como el pasillo "Señora María Rosa" y los bambucos "El Regreso" y "Fogoncito". El compositor Leonardo Pazos también es nativo de la región.

## Galería

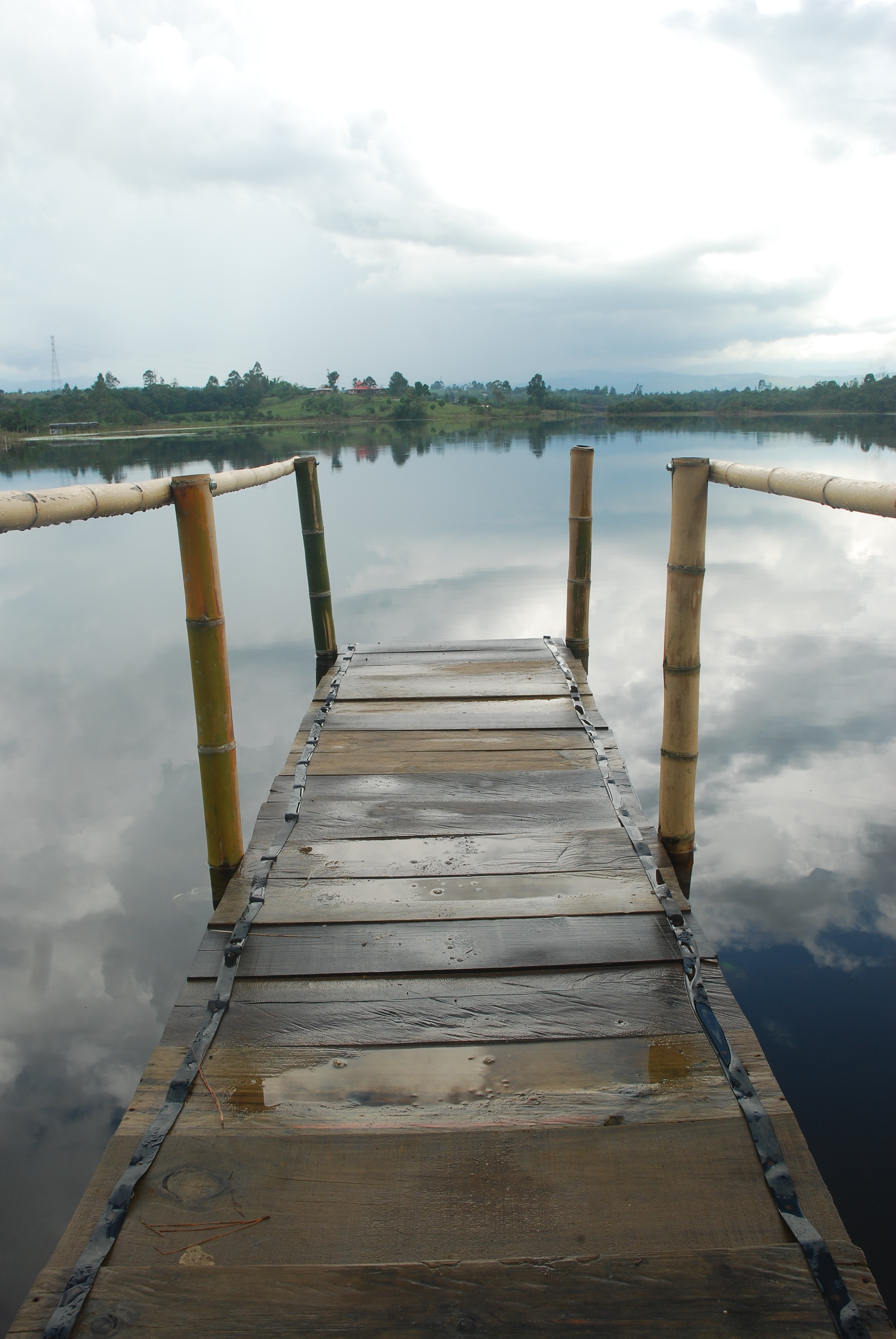
Lago El Bolsón
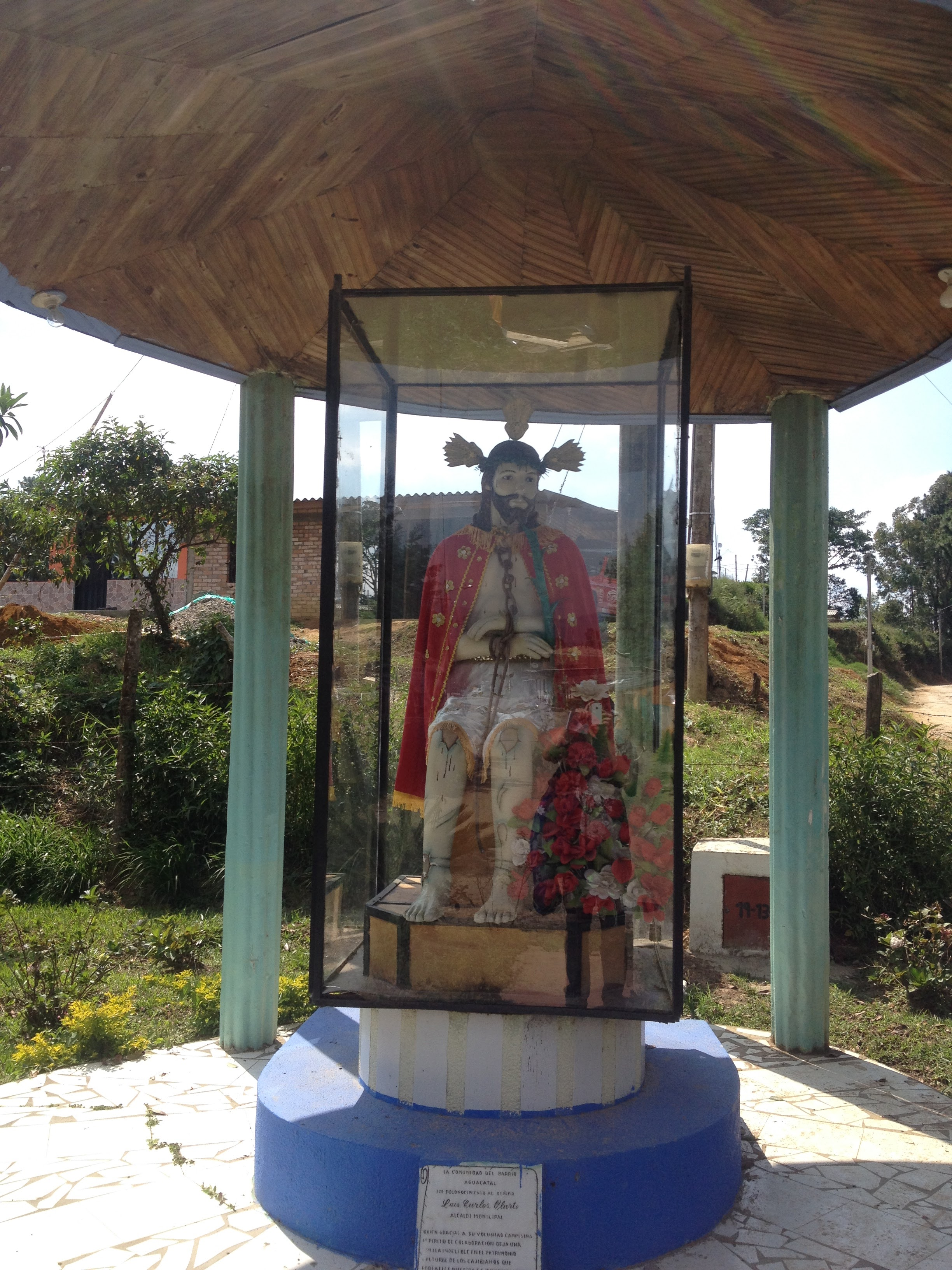
Cristo del Aguacatal
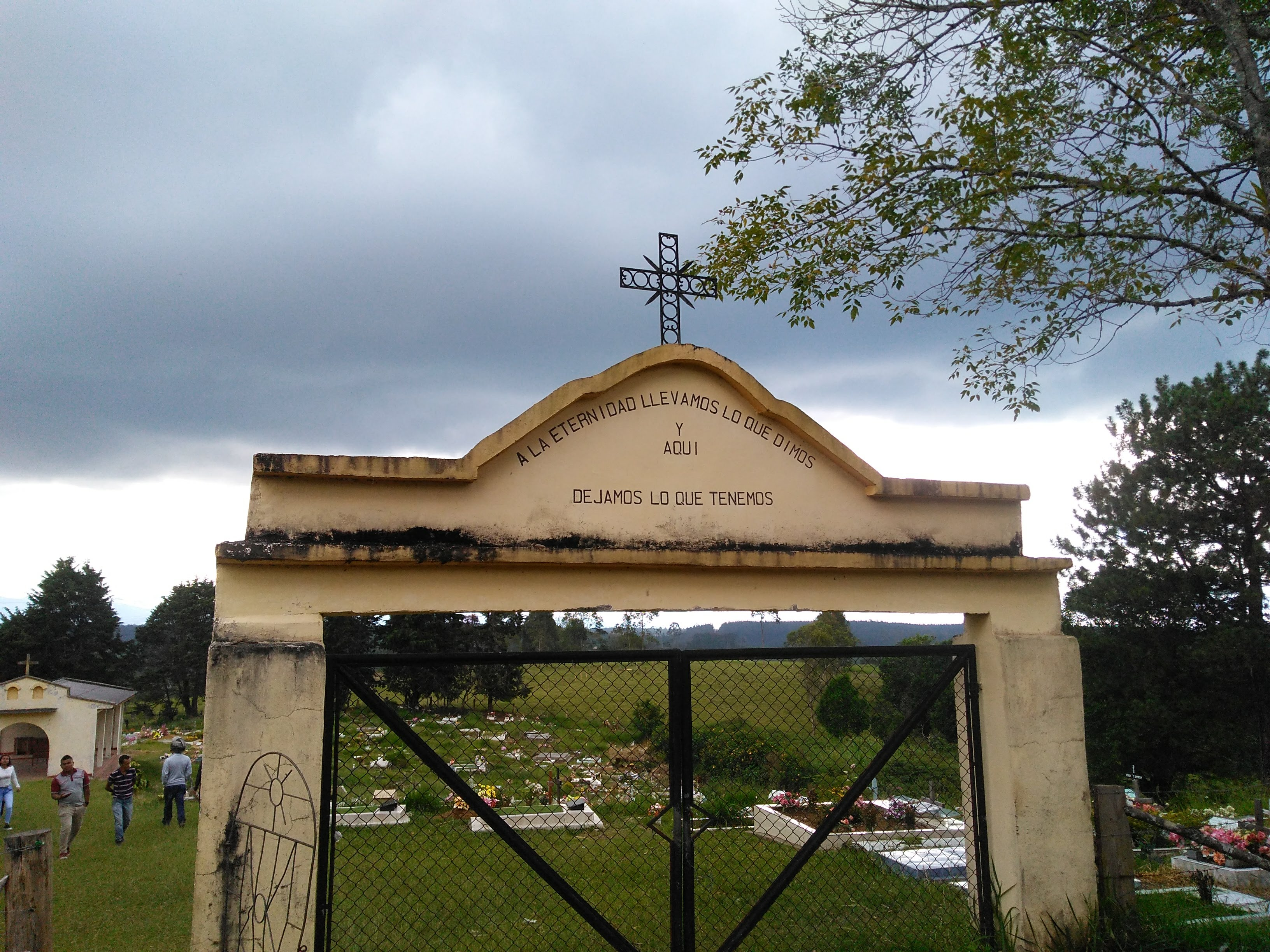
Cementerio de Cajibío
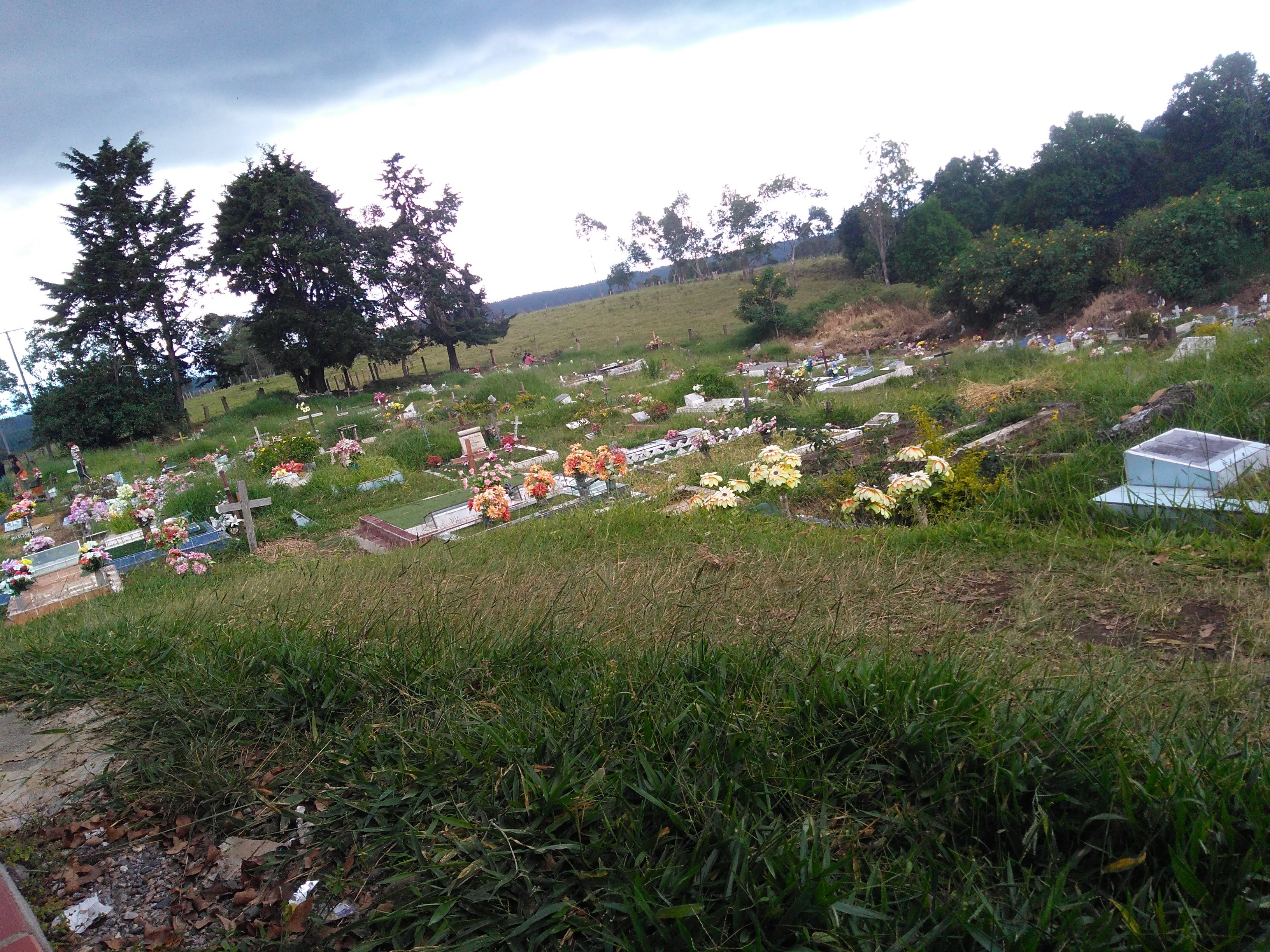
Cementerio de Cajibío
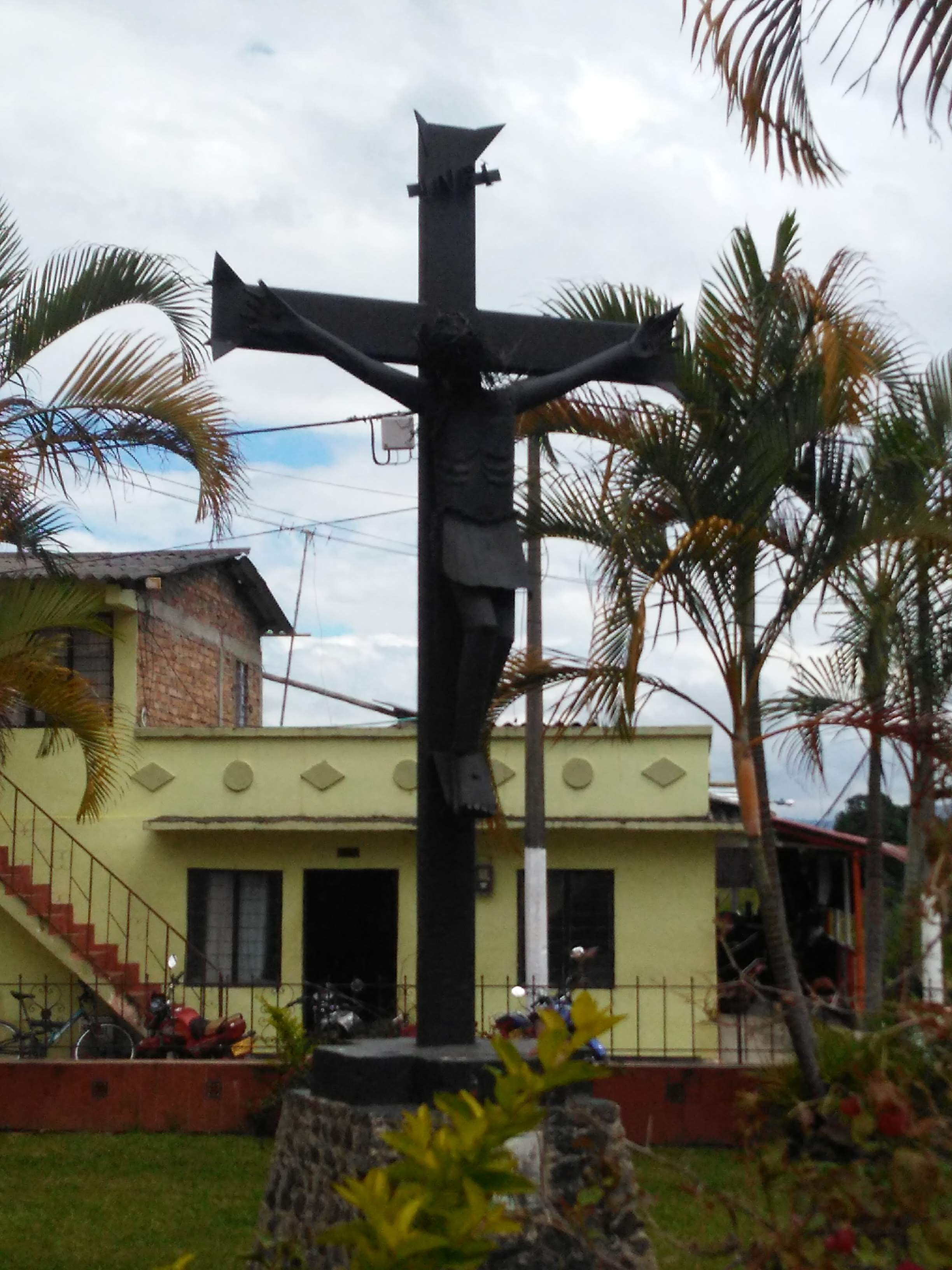
Cristo de Lata en la Iglesia de San Juan Bautista de Cajibío

## Servicios públicos
- Energía Eléctrica: Compañía Energética de Occidente, es la empresa prestadora del servicio de energía eléctrica.
- Gas Natural: Alcanos de Colombia, es la empresa distribuidora y comercializadora de gas natural en el municipio.